# 국립 9·11 추모관 & 박물관

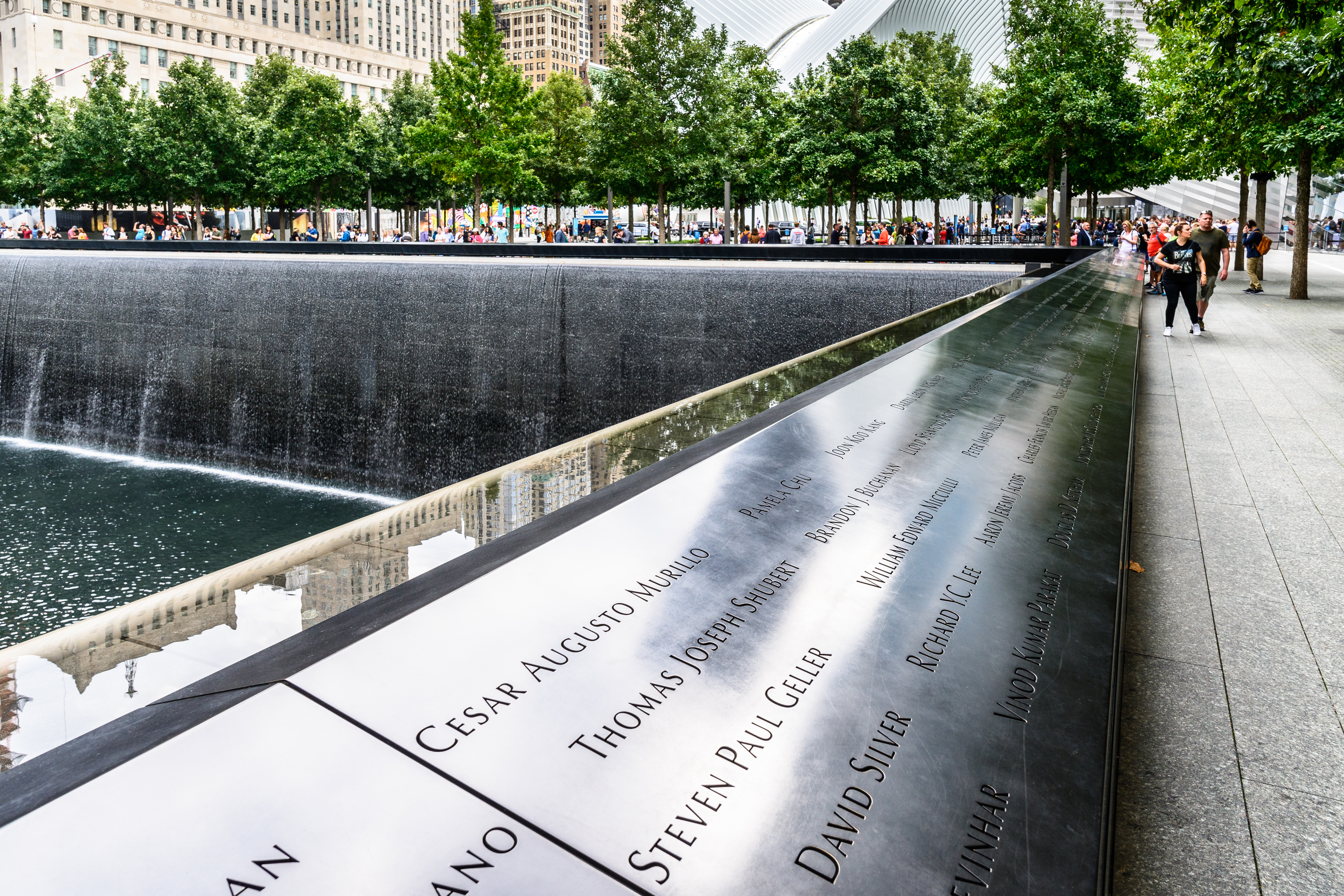
추지연(Pamela Chu), 강준구(Joon Koo Kang)과 이연춘(Richard Y.C. Lee) 등 9·11 테러 한국인 희생자의 이름을 새겨 놓은 9·11 메모리얼 북쪽 풀(North Pool)에 있는 N-29번 패널.

국립 9·11 추모관 & 박물관(National September 11 Memorial & Museum), 혹은 간단하게 9/11 추모관 & 박물관(9/11 Memorial & Museum)은 2977명이 사망한 2001년 9·11 테러와 6명이 사망한 1993년 세계 무역 센터 폭탄 테러를 기억하고 희생자를 추모하기 위해 건설된 뉴욕의 기념관 및 박물관이다. 이 기념관은 9.11 테러로 파괴된 쌍둥이 빌딩이 있었던 세계무역센터 부지에 있다. 9.11 기념관은 세계 무역 센터 부지에 기념관과 박물관을 건립하기 위한 기금 모금과 프로그램 개발, 운영을 목표로 하는 비영리 기관에서 운영한다.
세계 무역 센터의 테러와 이후의 붕괴 직후 테러 희생자와 구조 및 복구작업자를 위한 기념관이 계획되었다. 이후 열린 세계 무역 센터 부지 추모관 공모전의 우승자는 뉴욕과 샌프란시스코에 본사를 둔 핸들 건축사의 이스라엘계 미국인인 무명 건축가였던 마이클 아라드의 설계작품이다. 아라드는 조경건축회사 피터 워커 파트너스와 협력하여 쌍둥이 빌딩이 서 있던 곳을 나타내는 중앙의 두 사각형 반사풀을 두고 주변에 흰늪참나무 숲을 조성한다는 계획을 세웠다.
2006년 8월 세계 무역 센터 기념재단과 뉴욕 뉴저지 항만공사는 추모관과 박물관 공사를 시작했다. 이 기념관 설계는 광장이 거리보다 9.1 m 아래에 있었으며(원래는 광장이 30 m 높이 더 있었음) 건물이 구 쌍둥이 빌딩 부지보다 더 높이 있어야 한다는 대니얼 리버스킨드의 요구사항을 지키지 않은 유일한 설계였는데도 우승했다. 세계 무역 센터 기념재단은 2007년 국립 9.11 추모관 & 박물관으로 개명했다.
9.11 테러 10주년인 2011년 9월 11일 테러 10주년으로 임시 공개식이 열렸으며 다음 날인 9월 12일 대중에게 기념관이 공개되었다. 박물관은 이후인 2014년 5월 15일 뉴욕 시장 마이클 블룸버그와 미국의 대통령 버락 오바마의 기념식과 함께 임시 공개되었다. 6일 후인 5월 21일 박물관도 일반 공개되었다.